# Coenradus Geerlings
Coenradus Jurianus Cornelis Geerlings (Doesburg, 5 februari 1865 – Apeldoorn, 1 mei 1951) was onderwijzer en later hoofd der school in Gelderland, kinderboekenschrijver en tekstdichter van kinderliedjes. Hij gebruikte als schrijversnaam steeds C.J.C. Geerlings.
Zijn bekendste werk is het lied 'Waar der beuken breede kronen' (geschreven in 1941), dat ruim vijftig jaar later, in 1998, werd verkozen tot Gelders volkslied.

## Leven en werk
Coenradus Geerlings werd geboren in 1865 in Doesburg. Zijn ouders waren Cornelis Derk Geerlings (een koopman) en Geertruida Juriana Hendrika Steenbeek.
Geerlings werd onderwijzer, in verschillende plaatsen in Gelderland, en later hoofd der school in Eerbeek (gem. Brummen, Gelderland). Hij trouwde op 12 december 1889 in Doesburg met Hendrika Johanna Dullemond (1867-1955). Zij kregen drie dochters, Geertruida Maria (1892-1978), Bernarda Cornelia (1896) en Coenradina Hendrika (1903), alle drie geboren te Brummen. Hij overleed in 1951 in Apeldoorn, in de leeftijd van 86 jaar.
Geerlings schreef enkele leesboekjes met liedjes, voor de 'middelklasse van de plattelandsscholen'. Hij publiceerde twee zangboeken om op school van blad te leren zingen (1893 en 1910). En ook gaf hij een boekje met kerstliedjes voor kinderen uit (1932), met zowel teksten als muziek van zijn hand.
Drie door hem geschreven liedjes (tekst en muziek) werden opgenomen in het liedboek Kun je nog zingen, zing dan mee (1906). Het gaat om: 'Het spruit aan de boomen, het groent in de wei'; 'Koeltjes suiz'len doen rits'len het loover'; en 'Waar der beuken breede kronen' (het latere Gelderse volkslied). Door de populariteit en lange drukgeschiedenis van dit liedboek (41e druk in 1986) werden deze liedjes daardoor decennialang in ruime kring verspreid.
Het kinderliedje 'Zeven kleine hummeltjes, / Zeven dikke pummeltjes' werd vervolgens opgenomen in Kun je nog zingen, zing dan mee! Voor jonge kinderen (1912). Ook dit liedboek beleefde een aantal herdrukken.
In 1998 werd zijn lied 'Waar der beuken breede kronen / Ons heur koele schaduw biên' (1941, ook bekend onder de titel Ons Gelderland) verkozen tot volkslied van de provincie Gelderland. Het lied bezingt achtereenvolgens de Veluwe, de Betuwe en de Graafschap.

## Uitgaven (selectie)
- 1893 – Tweestemmig wijsjes in cijfer- en notenschrift, voor school en huis
- 1899 – De Heimannetjes. Kindersprookje, ill. L.W.R. Wenckebach
- 1902 – Van April tot October, leesboekje met liedjes
- 1902 – Van October tot April, leesboekje met liedjes
- 1910 – Om op noten te leeren zingen
- 1932 – Liedjes op het Kerstfeest. Met begeleiding van piano of harmonium, tekst en muziek: Geerlings; ill. J. Otter

- International Standard Name Identifier: 0000 0003 8916 7845
- Nederlandse Thesaurus van Auteursnamen: 16143598X
- Virtual International Authority File: 282496525